# G/O Media
G/O Media Inc.是一家美国的媒体控股公司，拥有并经营多家數位媒體品牌，包括Kotaku、The Root、The Inventory和Quartz。
該公司旗下的媒體品牌從2023年開始逐漸減少，已經被出售的品牌有Gizmodo、Jalopnik、Deadspin、Jezebel、The AV Club、The Takeout和The Onion，也就是說構成公司名稱的G以及O都已經被出售。

## 歷史
G/O傳媒成立於2019年4月，當時私募基金公司Great Hill Partners向Univision以18.9億美元購入了Gizmodo媒體集團與洋蔥報，並整併為現在的G/O傳媒。

## 收購與出售
2020年2月，ClickHole被出售給Cards Against Humanity。
2022年4月，收購石英財經網。
2023年3月，生活黑客被出售給Ziff Davis。
2023年11月29日，Jezebel被出售給Paste。該網站在11月9日停止更新，並解雇了所有員工，並在12月29日重新發布。
2024年3月11日，Deadspin被出售給了Lineup Publishing，後者隨即解僱了前者的所有員工。
2024年3月，影音俱樂部被出售給Paste。
2024年3月，The Takeout被出售給Static Media。
2024年4月，The Onion被出售給了Global Tetrahedron。
2024年6月4日，Gizmodo包含員工一起被出售給了歐洲的媒體公司Keleops Media。
2024年10月，Jalopnik被出售給了Static Media。

## 外部連結
- 官方网站